# Малыгина, Ирина Сергеевна
Ирина Сергеевна Малыгина (24 апреля 1982) — российская футболистка, выступавшая на позиции полузащитника.
Первой футбольной командой была молодёжная команда «Чертаново-82».
В 2000 году выступала за московскую «Диану».
В 2001 году перешла в «ЦСК ВВС». В 2001—2002 гг. провела в ЧР 18 матчей (14 и 4 матча соответственно). В 2003 году провела 14 матчей. Была в заявке ЦСК ВВС (№ 20) для участия в еврокубках, но в матчах не принимала участие. В 2003 году провела два матча стадии ½ финала в Кубке России.
Первую половину чемпионата 2002 года провела в аренде в ногинской «Надежде».

## Достижения
Чемпионат России по футболу среди женщин:
- Бронзовый призёр (1): 2003

Кубок России по футболу среди женщин:
- Финалист Кубка (1): 2002